# Eleições presidenciais de 2011 em Braga

## Resultados Oficiais
| Candidato               | Candidato               | Votos   | %               |
| ----------------------- | ----------------------- | ------- | --------------- |
|                         | Aníbal Cavaco Silva     | 40 385  | 52,41 / 100,00  |
|                         | Manuel Alegre           | 15 142  | 19,65 / 100,00  |
|                         | Fernando Nobre          | 12 476  | 16,19 / 100,00  |
|                         | Francisco Lopes         | 4 500   | 5,84 / 100,00   |
|                         | José Manuel Coelho      | 3 321   | 4,31 / 100,00   |
|                         | Defensor Moura          | 1 235   | 1,60 / 100,00   |
| Votos Inválidos         | Votos Inválidos         | 5 731   | 6,93 / 100,00   |
| Total                   | Total                   | 82 790  | 100,00 / 100,00 |
| Eleitorado/Participação | Eleitorado/Participação | 153 827 | 53,82 / 100,00  |

## Resultados por Freguesia
Os resultados dos candidatos por freguesia foram os seguintes:
| Freguesia                    | %     | %     | %     | %     | %    | %    | Votantes |
| Freguesia                    | ACS   | MA    | FN    | FL    | JMC  | DM   | Votantes |
| ---------------------------- | ----- | ----- | ----- | ----- | ---- | ---- | -------- |
| Adaúfe                       | 54,78 | 20,86 | 13,30 | 4,78  | 4,84 | 1,45 | 1 759    |
| Arcos                        | 55,77 | 24,18 | 9,89  | 6,32  | 1,92 | 1,92 | 386      |
| Arentim                      | 47,89 | 28,87 | 12,15 | 4,40  | 5,11 | 1,58 | 609      |
| Aveleda                      | 52,37 | 20,10 | 15,17 | 6,28  | 4,83 | 1,26 | 1 126    |
| Braga - Cividade             | 58,70 | 18,84 | 15,46 | 4,23  | 1,45 | 1,33 | 880      |
| Braga - Maximinos            | 48,97 | 20,81 | 17,36 | 7,47  | 4,31 | 1,08 | 3 902    |
| Braga - S. João do Souto     | 65,00 | 13,48 | 14,57 | 3,26  | 2,61 | 1,09 | 493      |
| Braga - S. José de S. Lázaro | 50,40 | 20,37 | 18,15 | 5,33  | 3,81 | 1,75 | 6 549    |
| Braga - São Vicente          | 47,47 | 20,86 | 19,08 | 7,02  | 4,19 | 1,38 | 5 137    |
| Braga - São Victor           | 49,20 | 19,88 | 18,79 | 6,57  | 4,02 | 1,53 | 10 855   |
| Braga - Sé                   | 44,84 | 23,39 | 18,39 | 8,80  | 3,24 | 1,34 | 2 332    |
| Cabreiros                    | 61,31 | 19,40 | 10,95 | 4,40  | 3,21 | 0,71 | 874      |
| Celeirós                     | 50,61 | 20,92 | 13,18 | 8,02  | 5,50 | 1,77 | 1 568    |
| Crespos                      | 62,47 | 18,76 | 10,30 | 3,43  | 4,12 | 0,92 | 474      |
| Cunha                        | 50,16 | 22,01 | 11,33 | 5,18  | 9,39 | 1,94 | 348      |
| Dume                         | 50,24 | 20,22 | 16,34 | 7,22  | 4,15 | 1,84 | 1 558    |
| Escudeiros                   | 65,06 | 15,66 | 10,04 | 4,82  | 3,01 | 1,41 | 522      |
| Espinho                      | 59,05 | 20,79 | 10,95 | 4,76  | 3,49 | 0,95 | 659      |
| Esporões                     | 64,91 | 12,28 | 13,27 | 3,29  | 4,50 | 1,75 | 961      |
| Este São Mamede              | 59,49 | 18,24 | 12,48 | 3,55  | 4,65 | 1,59 | 882      |
| Este São Pedro               | 57,41 | 17,51 | 13,58 | 5,08  | 5,18 | 1,24 | 1 036    |
| Ferreiros                    | 51,84 | 19,80 | 15,23 | 6,24  | 4,79 | 2,10 | 3 268    |
| Figueiredo                   | 61,13 | 17,53 | 12,80 | 2,29  | 5,03 | 1,22 | 676      |
| Fradelos                     | 72,97 | 7,86  | 9,58  | 2,46  | 5,16 | 1,97 | 435      |
| Fraião                       | 52,71 | 18,09 | 20,48 | 3,17  | 3,80 | 1,76 | 1 558    |
| Frossos                      | 43,15 | 25,32 | 19,56 | 4,37  | 6,21 | 1,38 | 951      |
| Gondizalves                  | 55,26 | 19,44 | 13,45 | 5,41  | 4,24 | 2,19 | 729      |
| Gualtar                      | 51,24 | 22,58 | 15,47 | 5,42  | 3,65 | 1,64 | 2 316    |
| Guisande                     | 71,60 | 12,06 | 6,61  | 3,11  | 6,23 | 0,39 | 270      |
| Lamaçães                     | 47,91 | 19,14 | 22,47 | 3,97  | 4,68 | 1,84 | 1 533    |
| Lamas                        | 66,42 | 12,10 | 10,62 | 2,22  | 7,65 | 0,99 | 427      |
| Lomar                        | 51,49 | 20,71 | 14,94 | 6,75  | 4,63 | 1,49 | 2 501    |
| Merelim São Paio             | 43,81 | 21,56 | 15,76 | 13,33 | 4,16 | 1,39 | 1 218    |
| Merelim São Pedro            | 54,00 | 16,43 | 16,43 | 4,83  | 5,85 | 2,46 | 1 043    |
| Mire de Tibães               | 50,80 | 21,89 | 15,38 | 6,26  | 4,23 | 1,44 | 1 240    |
| Morreira                     | 69,08 | 14,96 | 6,73  | 2,74  | 5,24 | 1,25 | 429      |
| Navarra                      | 56,16 | 15,53 | 14,16 | 5,02  | 6,85 | 2,28 | 241      |
| Nogueira                     | 49,30 | 20,44 | 17,86 | 6,25  | 4,11 | 2,04 | 3 090    |
| Nogueiró                     | 50,20 | 18,09 | 21,90 | 4,30  | 3,73 | 1,78 | 1 346    |
| Oliveira São Pedro           | 54,23 | 15,49 | 14,79 | 4,93  | 8,45 | 2,11 | 306      |
| Padim da Graça               | 59,74 | 21,00 | 8,40  | 5,02  | 4,32 | 1,52 | 901      |
| Palmeira                     | 52,41 | 19,62 | 17,41 | 4,36  | 4,45 | 1,75 | 2 596    |
| Panóias                      | 44,84 | 20,48 | 16,59 | 9,12  | 7,62 | 1,35 | 695      |
| Parada de Tibães             | 50,11 | 24,84 | 17,28 | 3,24  | 3,24 | 1,30 | 491      |
| Passos São Julião            | 70,22 | 12,08 | 10,39 | 3,37  | 2,25 | 1,69 | 387      |
| Pedralva                     | 64,10 | 17,16 | 9,66  | 4,14  | 3,35 | 1,58 | 530      |
| Penso Santo Estêvão          | 70,61 | 11,84 | 9,65  | 1,75  | 3,95 | 2,19 | 234      |
| Penso São Vicente            | 63,16 | 19,74 | 9,21  | 0,88  | 7,02 | 0    | 236      |
| Pousada                      | 65,60 | 18,80 | 10,00 | 2,00  | 2,40 | 1,20 | 262      |
| Priscos                      | 66,00 | 11,54 | 14,00 | 3,23  | 4,00 | 1,23 | 676      |
| Real                         | 43,42 | 21,17 | 19,96 | 8,08  | 5,20 | 2,17 | 2 806    |
| Ruilhe                       | 55,66 | 13,92 | 14,24 | 7,28  | 6,15 | 2,75 | 659      |
| Santa Lucrécia de Algeriz    | 52,61 | 23,13 | 13,06 | 3,36  | 6,34 | 1,49 | 278      |
| Semelhe                      | 56,95 | 19,06 | 12,78 | 6,05  | 3,36 | 1,79 | 473      |
| Sequeira                     | 58,55 | 19,62 | 12,47 | 5,03  | 2,62 | 1,71 | 1 067    |
| Sobreposta                   | 75,13 | 10,92 | 6,05  | 3,87  | 1,68 | 2,35 | 641      |
| Tadim                        | 56,50 | 16,38 | 15,63 | 5,46  | 4,71 | 1,32 | 569      |
| Tebosa                       | 64,57 | 18,83 | 7,69  | 2,83  | 4,45 | 1,62 | 527      |
| Tenões                       | 45,62 | 19,97 | 20,58 | 7,83  | 4,45 | 1,54 | 713      |
| Trandeiras                   | 65,94 | 12,80 | 13,29 | 1,93  | 4,35 | 1,69 | 443      |
| Vilaça                       | 59,79 | 15,79 | 15,37 | 5,26  | 2,74 | 1,05 | 497      |
| Vimieiro                     | 66,27 | 15,92 | 7,02  | 2,57  | 6,34 | 1,88 | 622      |
| Braga                        | 52,41 | 19,65 | 16,19 | 5,84  | 4,31 | 1,60 | 82 790   |

#### Adaúfe
| Candidato               | Candidato               | Votos | %               |
| ----------------------- | ----------------------- | ----- | --------------- |
|                         | Aníbal Cavaco Silva     | 906   | 54,78 / 100,00  |
|                         | Manuel Alegre           | 345   | 20,86 / 100,00  |
|                         | Fernando Nobre          | 220   | 13,30 / 100,00  |
|                         | José Manuel Coelho      | 80    | 4,84 / 100,00   |
|                         | Francisco Lopes         | 79    | 4,78 / 100,00   |
|                         | Defensor Moura          | 24    | 1,45 / 100,00   |
| Votos Inválidos         | Votos Inválidos         | 105   | 5,97 / 100,00   |
| Total                   | Total                   | 1 759 | 100,00 / 100,00 |
| Eleitorado/Participação | Eleitorado/Participação | 3 748 | 46,93 / 100,00  |

#### Arcos
| Candidato               | Candidato               | Votos | %               |
| ----------------------- | ----------------------- | ----- | --------------- |
|                         | Aníbal Cavaco Silva     | 203   | 55,77 / 100,00  |
|                         | Manuel Alegre           | 88    | 24,18 / 100,00  |
|                         | Fernando Nobre          | 36    | 9,89 / 100,00   |
|                         | Francisco Lopes         | 23    | 6,32 / 100,00   |
|                         | José Manuel Coelho      | 7     | 1,92 / 100,00   |
|                         | Defensor Moura          | 7     | 1,92 / 100,00   |
| Votos Inválidos         | Votos Inválidos         | 22    | 5,70 / 100,00   |
| Total                   | Total                   | 386   | 100,00 / 100,00 |
| Eleitorado/Participação | Eleitorado/Participação | 642   | 60,12 / 100,00  |

#### Arentim
| Candidato               | Candidato               | Votos | %               |
| ----------------------- | ----------------------- | ----- | --------------- |
|                         | Aníbal Cavaco Silva     | 272   | 47,89 / 100,00  |
|                         | Manuel Alegre           | 164   | 28,87 / 100,00  |
|                         | Fernando Nobre          | 69    | 12,15 / 100,00  |
|                         | José Manuel Coelho      | 29    | 5,11 / 100,00   |
|                         | Francisco Lopes         | 25    | 4,40 / 100,00   |
|                         | Defensor Moura          | 9     | 1,58 / 100,00   |
| Votos Inválidos         | Votos Inválidos         | 41    | 6,74 / 100,00   |
| Total                   | Total                   | 609   | 100,00 / 100,00 |
| Eleitorado/Participação | Eleitorado/Participação | 886   | 68,74 / 100,00  |

#### Aveleda
| Candidato               | Candidato               | Votos | %               |
| ----------------------- | ----------------------- | ----- | --------------- |
|                         | Aníbal Cavaco Silva     | 542   | 52,37 / 100,00  |
|                         | Manuel Alegre           | 208   | 20,10 / 100,00  |
|                         | Fernando Nobre          | 157   | 15,17 / 100,00  |
|                         | Francisco Lopes         | 65    | 6,28 / 100,00   |
|                         | José Manuel Coelho      | 50    | 4,83 / 100,00   |
|                         | Defensor Moura          | 13    | 1,26 / 100,00   |
| Votos Inválidos         | Votos Inválidos         | 91    | 8,08 / 100,00   |
| Total                   | Total                   | 1 126 | 100,00 / 100,00 |
| Eleitorado/Participação | Eleitorado/Participação | 1 936 | 58,16 / 100,00  |

#### Braga - Cividade
| Candidato               | Candidato               | Votos | %               |
| ----------------------- | ----------------------- | ----- | --------------- |
|                         | Aníbal Cavaco Silva     | 486   | 58,70 / 100,00  |
|                         | Manuel Alegre           | 156   | 18,84 / 100,00  |
|                         | Fernando Nobre          | 128   | 15,46 / 100,00  |
|                         | Francisco Lopes         | 35    | 4,23 / 100,00   |
|                         | José Manuel Coelho      | 12    | 1,45 / 100,00   |
|                         | Defensor Moura          | 11    | 1,33 / 100,00   |
| Votos Inválidos         | Votos Inválidos         | 52    | 5,91 / 100,00   |
| Total                   | Total                   | 880   | 100,00 / 100,00 |
| Eleitorado/Participação | Eleitorado/Participação | 1 499 | 58,71 / 100,00  |

#### Braga - Maximinos
| Candidato               | Candidato               | Votos | %               |
| ----------------------- | ----------------------- | ----- | --------------- |
|                         | Aníbal Cavaco Silva     | 1 763 | 48,97 / 100,00  |
|                         | Manuel Alegre           | 749   | 20,81 / 100,00  |
|                         | Fernando Nobre          | 625   | 17,36 / 100,00  |
|                         | Francisco Lopes         | 269   | 7,47 / 100,00   |
|                         | José Manuel Coelho      | 155   | 4,31 / 100,00   |
|                         | Defensor Moura          | 39    | 1,08 / 100,00   |
| Votos Inválidos         | Votos Inválidos         | 302   | 7,74 / 100,00   |
| Total                   | Total                   | 3 902 | 100,00 / 100,00 |
| Eleitorado/Participação | Eleitorado/Participação | 7 620 | 51,21 / 100,00  |

#### Braga - São João do Souto
| Candidato               | Candidato               | Votos | %               |
| ----------------------- | ----------------------- | ----- | --------------- |
|                         | Aníbal Cavaco Silva     | 299   | 65,00 / 100,00  |
|                         | Fernando Nobre          | 67    | 14,57 / 100,00  |
|                         | Manuel Alegre           | 62    | 13,48 / 100,00  |
|                         | Francisco Lopes         | 15    | 3,26 / 100,00   |
|                         | José Manuel Coelho      | 12    | 2,61 / 100,00   |
|                         | Defensor Moura          | 5     | 1,09 / 100,00   |
| Votos Inválidos         | Votos Inválidos         | 33    | 6,70 / 100,00   |
| Total                   | Total                   | 493   | 100,00 / 100,00 |
| Eleitorado/Participação | Eleitorado/Participação | 844   | 58,41 / 100,00  |

#### Braga - São José de São Lázaro
| Candidato               | Candidato               | Votos  | %               |
| ----------------------- | ----------------------- | ------ | --------------- |
|                         | Aníbal Cavaco Silva     | 3 055  | 50,40 / 100,00  |
|                         | Manuel Alegre           | 1 235  | 20,37 / 100,00  |
|                         | Fernando Nobre          | 1 100  | 18,15 / 100,00  |
|                         | Francisco Lopes         | 335    | 5,53 / 100,00   |
|                         | José Manuel Coelho      | 231    | 3,81 / 100,00   |
|                         | Defensor Moura          | 106    | 1,75 / 100,00   |
| Votos Inválidos         | Votos Inválidos         | 487    | 7,44 / 100,00   |
| Total                   | Total                   | 6 549  | 100,00 / 100,00 |
| Eleitorado/Participação | Eleitorado/Participação | 12 454 | 52,59 / 100,00  |

#### Braga - São Vicente
| Candidato               | Candidato               | Votos  | %               |
| ----------------------- | ----------------------- | ------ | --------------- |
|                         | Aníbal Cavaco Silva     | 2 266  | 47,47 / 100,00  |
|                         | Manuel Alegre           | 996    | 20,86 / 100,00  |
|                         | Fernando Nobre          | 911    | 19,08 / 100,00  |
|                         | Francisco Lopes         | 335    | 7,02 / 100,00   |
|                         | José Manuel Coelho      | 200    | 4,19 / 100,00   |
|                         | Defensor Moura          | 66     | 1,38 / 100,00   |
| Votos Inválidos         | Votos Inválidos         | 363    | 7,07 / 100,00   |
| Total                   | Total                   | 5 137  | 100,00 / 100,00 |
| Eleitorado/Participação | Eleitorado/Participação | 10 255 | 50,09 / 100,00  |

#### Braga - São Victor
| Candidato               | Candidato               | Votos  | %               |
| ----------------------- | ----------------------- | ------ | --------------- |
|                         | Aníbal Cavaco Silva     | 4 944  | 49,20 / 100,00  |
|                         | Manuel Alegre           | 1 998  | 19,88 / 100,00  |
|                         | Fernando Nobre          | 1 888  | 18,79 / 100,00  |
|                         | Francisco Lopes         | 660    | 6,57 / 100,00   |
|                         | José Manuel Coelho      | 404    | 4,02 / 100,00   |
|                         | Defensor Moura          | 154    | 1,53 / 100,00   |
| Votos Inválidos         | Votos Inválidos         | 807    | 7,43 / 100,00   |
| Total                   | Total                   | 10 855 | 100,00 / 100,00 |
| Eleitorado/Participação | Eleitorado/Participação | 22 739 | 47,74 / 100,00  |

#### Braga - Sé
| Candidato               | Candidato               | Votos | %               |
| ----------------------- | ----------------------- | ----- | --------------- |
|                         | Aníbal Cavaco Silva     | 968   | 44,84 / 100,00  |
|                         | Manuel Alegre           | 505   | 23,39 / 100,00  |
|                         | Fernando Nobre          | 397   | 18,39 / 100,00  |
|                         | Francisco Lopes         | 190   | 8,80 / 100,00   |
|                         | José Manuel Coelho      | 70    | 3,24 / 100,00   |
|                         | Defensor Moura          | 29    | 1,34 / 100,00   |
| Votos Inválidos         | Votos Inválidos         | 173   | 7,42 / 100,00   |
| Total                   | Total                   | 2 332 | 100,00 / 100,00 |
| Eleitorado/Participação | Eleitorado/Participação | 4 394 | 53,07 / 100,00  |

#### Cabreiros
| Candidato               | Candidato               | Votos | %               |
| ----------------------- | ----------------------- | ----- | --------------- |
|                         | Aníbal Cavaco Silva     | 515   | 61,31 / 100,00  |
|                         | Manuel Alegre           | 163   | 19,40 / 100,00  |
|                         | Fernando Nobre          | 92    | 10,95 / 100,00  |
|                         | Francisco Lopes         | 37    | 4,40 / 100,00   |
|                         | José Manuel Coelho      | 27    | 3,21 / 100,00   |
|                         | Defensor Moura          | 6     | 0,71 / 100,00   |
| Votos Inválidos         | Votos Inválidos         | 34    | 3,89 / 100,00   |
| Total                   | Total                   | 874   | 100,00 / 100,00 |
| Eleitorado/Participação | Eleitorado/Participação | 1 572 | 55,60 / 100,00  |

#### Celeirós
| Candidato               | Candidato               | Votos | %               |
| ----------------------- | ----------------------- | ----- | --------------- |
|                         | Aníbal Cavaco Silva     | 745   | 50,61 / 100,00  |
|                         | Manuel Alegre           | 308   | 20,92 / 100,00  |
|                         | Fernando Nobre          | 194   | 13,18 / 100,00  |
|                         | Francisco Lopes         | 118   | 8,02 / 100,00   |
|                         | José Manuel Coelho      | 81    | 5,50 / 100,00   |
|                         | Defensor Moura          | 26    | 1,77 / 100,00   |
| Votos Inválidos         | Votos Inválidos         | 96    | 6,12 / 100,00   |
| Total                   | Total                   | 1 568 | 100,00 / 100,00 |
| Eleitorado/Participação | Eleitorado/Participação | 2 942 | 53,30 / 100,00  |

#### Crespos
| Candidato               | Candidato               | Votos | %               |
| ----------------------- | ----------------------- | ----- | --------------- |
|                         | Aníbal Cavaco Silva     | 273   | 62,47 / 100,00  |
|                         | Manuel Alegre           | 82    | 18,76 / 100,00  |
|                         | Fernando Nobre          | 45    | 10,30 / 100,00  |
|                         | José Manuel Coelho      | 18    | 4,12 / 100,00   |
|                         | Francisco Lopes         | 15    | 3,43 / 100,00   |
|                         | Defensor Moura          | 4     | 0,92 / 100,00   |
| Votos Inválidos         | Votos Inválidos         | 37    | 7,80 / 100,00   |
| Total                   | Total                   | 474   | 100,00 / 100,00 |
| Eleitorado/Participação | Eleitorado/Participação | 928   | 51,08 / 100,00  |

#### Cunha
| Candidato               | Candidato               | Votos | %               |
| ----------------------- | ----------------------- | ----- | --------------- |
|                         | Aníbal Cavaco Silva     | 155   | 50,16 / 100,00  |
|                         | Manuel Alegre           | 68    | 22,01 / 100,00  |
|                         | Fernando Nobre          | 35    | 11,33 / 100,00  |
|                         | José Manuel Coelho      | 29    | 9,39 / 100,00   |
|                         | Francisco Lopes         | 16    | 5,18 / 100,00   |
|                         | Defensor Moura          | 6     | 1,94 / 100,00   |
| Votos Inválidos         | Votos Inválidos         | 39    | 11,21 / 100,00  |
| Total                   | Total                   | 348   | 100,00 / 100,00 |
| Eleitorado/Participação | Eleitorado/Participação | 562   | 61,92 / 100,00  |

#### Dume
| Candidato               | Candidato               | Votos | %               |
| ----------------------- | ----------------------- | ----- | --------------- |
|                         | Aníbal Cavaco Silva     | 738   | 50,24 / 100,00  |
|                         | Manuel Alegre           | 297   | 20,22 / 100,00  |
|                         | Fernando Nobre          | 240   | 16,34 / 100,00  |
|                         | Francisco Lopes         | 106   | 7,22 / 100,00   |
|                         | José Manuel Coelho      | 61    | 4,15 / 100,00   |
|                         | Defensor Moura          | 27    | 1,84 / 100,00   |
| Votos Inválidos         | Votos Inválidos         | 89    | 5,72 / 100,00   |
| Total                   | Total                   | 1 558 | 100,00 / 100,00 |
| Eleitorado/Participação | Eleitorado/Participação | 3 147 | 49,51 / 100,00  |

#### Escudeiros
| Candidato               | Candidato               | Votos | %               |
| ----------------------- | ----------------------- | ----- | --------------- |
|                         | Aníbal Cavaco Silva     | 324   | 65,06 / 100,00  |
|                         | Manuel Alegre           | 78    | 15,66 / 100,00  |
|                         | Fernando Nobre          | 50    | 10,04 / 100,00  |
|                         | Francisco Lopes         | 24    | 4,82 / 100,00   |
|                         | José Manuel Coelho      | 15    | 3,01 / 100,00   |
|                         | Defensor Moura          | 7     | 1,41 / 100,00   |
| Votos Inválidos         | Votos Inválidos         | 24    | 4,60 / 100,00   |
| Total                   | Total                   | 522   | 100,00 / 100,00 |
| Eleitorado/Participação | Eleitorado/Participação | 972   | 53,70 / 100,00  |

#### Espinho
| Candidato               | Candidato               | Votos | %               |
| ----------------------- | ----------------------- | ----- | --------------- |
|                         | Aníbal Cavaco Silva     | 372   | 59,05 / 100,00  |
|                         | Manuel Alegre           | 131   | 20,79 / 100,00  |
|                         | Fernando Nobre          | 69    | 10,95 / 100,00  |
|                         | Francisco Lopes         | 30    | 4,76 / 100,00   |
|                         | José Manuel Coelho      | 22    | 3,49 / 100,00   |
|                         | Defensor Moura          | 6     | 0,95 / 100,00   |
| Votos Inválidos         | Votos Inválidos         | 29    | 4,40 / 100,00   |
| Total                   | Total                   | 659   | 100,00 / 100,00 |
| Eleitorado/Participação | Eleitorado/Participação | 1 143 | 57,66 / 100,00  |

#### Esporões
| Candidato               | Candidato               | Votos | %               |
| ----------------------- | ----------------------- | ----- | --------------- |
|                         | Aníbal Cavaco Silva     | 592   | 64,91 / 100,00  |
|                         | Fernando Nobre          | 121   | 13,27 / 100,00  |
|                         | Manuel Alegre           | 112   | 12,28 / 100,00  |
|                         | José Manuel Coelho      | 41    | 4,50 / 100,00   |
|                         | Francisco Lopes         | 30    | 3,29 / 100,00   |
|                         | Defensor Moura          | 16    | 1,75 / 100,00   |
| Votos Inválidos         | Votos Inválidos         | 49    | 5,10 / 100,00   |
| Total                   | Total                   | 961   | 100,00 / 100,00 |
| Eleitorado/Participação | Eleitorado/Participação | 1 584 | 60,67 / 100,00  |

#### Este São Mamede
| Candidato               | Candidato               | Votos | %               |
| ----------------------- | ----------------------- | ----- | --------------- |
|                         | Aníbal Cavaco Silva     | 486   | 59,49 / 100,00  |
|                         | Manuel Alegre           | 149   | 18,24 / 100,00  |
|                         | Fernando Nobre          | 102   | 12,48 / 100,00  |
|                         | José Manuel Coelho      | 38    | 4,65 / 100,00   |
|                         | Francisco Lopes         | 29    | 3,55 / 100,00   |
|                         | Defensor Moura          | 13    | 1,59 / 100,00   |
| Votos Inválidos         | Votos Inválidos         | 65    | 7,37 / 100,00   |
| Total                   | Total                   | 882   | 100,00 / 100,00 |
| Eleitorado/Participação | Eleitorado/Participação | 1 664 | 53,00 / 100,00  |

#### Este São Pedro
| Candidato               | Candidato               | Votos | %               |
| ----------------------- | ----------------------- | ----- | --------------- |
|                         | Aníbal Cavaco Silva     | 554   | 57,41 / 100,00  |
|                         | Manuel Alegre           | 169   | 17,51 / 100,00  |
|                         | Fernando Nobre          | 131   | 13,58 / 100,00  |
|                         | José Manuel Coelho      | 50    | 5,18 / 100,00   |
|                         | Francisco Lopes         | 49    | 5,08 / 100,00   |
|                         | Defensor Moura          | 12    | 1,24 / 100,00   |
| Votos Inválidos         | Votos Inválidos         | 71    | 6,85 / 100,00   |
| Total                   | Total                   | 1 036 | 100,00 / 100,00 |
| Eleitorado/Participação | Eleitorado/Participação | 1 793 | 57,78 / 100,00  |

#### Ferreiros
| Candidato               | Candidato               | Votos | %               |
| ----------------------- | ----------------------- | ----- | --------------- |
|                         | Aníbal Cavaco Silva     | 1 579 | 51,84 / 100,00  |
|                         | Manuel Alegre           | 603   | 19,80 / 100,00  |
|                         | Fernando Nobre          | 464   | 15,23 / 100,00  |
|                         | Francisco Lopes         | 190   | 6,24 / 100,00   |
|                         | José Manuel Coelho      | 146   | 4,79 / 100,00   |
|                         | Defensor Moura          | 64    | 2,10 / 100,00   |
| Votos Inválidos         | Votos Inválidos         | 222   | 6,80 / 100,00   |
| Total                   | Total                   | 3 268 | 100,00 / 100,00 |
| Eleitorado/Participação | Eleitorado/Participação | 6 344 | 51,51 / 100,00  |

#### Figueiredo
| Candidato               | Candidato               | Votos | %               |
| ----------------------- | ----------------------- | ----- | --------------- |
|                         | Aníbal Cavaco Silva     | 401   | 61,13 / 100,00  |
|                         | Manuel Alegre           | 115   | 17,53 / 100,00  |
|                         | Fernando Nobre          | 84    | 12,78 / 100,00  |
|                         | José Manuel Coelho      | 33    | 5,03 / 100,00   |
|                         | Francisco Lopes         | 15    | 2,29 / 100,00   |
|                         | Defensor Moura          | 8     | 1,22 / 100,00   |
| Votos Inválidos         | Votos Inválidos         | 20    | 2,96 / 100,00   |
| Total                   | Total                   | 676   | 100,00 / 100,00 |
| Eleitorado/Participação | Eleitorado/Participação | 1 074 | 62,94 / 100,00  |

#### Fradelos
| Candidato               | Candidato               | Votos | %               |
| ----------------------- | ----------------------- | ----- | --------------- |
|                         | Aníbal Cavaco Silva     | 297   | 72,97 / 100,00  |
|                         | Manuel Alegre           | 39    | 9,58 / 100,00   |
|                         | Fernando Nobre          | 32    | 7,86 / 100,00   |
|                         | José Manuel Coelho      | 21    | 5,16 / 100,00   |
|                         | Francisco Lopes         | 10    | 2,46 / 100,00   |
|                         | Defensor Moura          | 8     | 1,97 / 100,00   |
| Votos Inválidos         | Votos Inválidos         | 28    | 6,44 / 100,00   |
| Total                   | Total                   | 435   | 100,00 / 100,00 |
| Eleitorado/Participação | Eleitorado/Participação | 674   | 64,54 / 100,00  |

#### Fraião
| Candidato               | Candidato               | Votos | %               |
| ----------------------- | ----------------------- | ----- | --------------- |
|                         | Aníbal Cavaco Silva     | 749   | 52,71 / 100,00  |
|                         | Fernando Nobre          | 291   | 20,48 / 100,00  |
|                         | Manuel Alegre           | 257   | 18,09 / 100,00  |
|                         | José Manuel Coelho      | 54    | 3,80 / 100,00   |
|                         | Francisco Lopes         | 45    | 3,17 / 100,00   |
|                         | Defensor Moura          | 25    | 1,76 / 100,00   |
| Votos Inválidos         | Votos Inválidos         | 137   | 8,80 / 100,00   |
| Total                   | Total                   | 1 558 | 100,00 / 100,00 |
| Eleitorado/Participação | Eleitorado/Participação | 2 639 | 59,04 / 100,00  |

#### Frossos
| Candidato               | Candidato               | Votos | %               |
| ----------------------- | ----------------------- | ----- | --------------- |
|                         | Aníbal Cavaco Silva     | 375   | 43,15 / 100,00  |
|                         | Manuel Alegre           | 220   | 25,32 / 100,00  |
|                         | Fernando Nobre          | 170   | 19,56 / 100,00  |
|                         | José Manuel Coelho      | 54    | 6,21 / 100,00   |
|                         | Francisco Lopes         | 38    | 4,37 / 100,00   |
|                         | Defensor Moura          | 12    | 1,38 / 100,00   |
| Votos Inválidos         | Votos Inválidos         | 82    | 8,62 / 100,00   |
| Total                   | Total                   | 951   | 100,00 / 100,00 |
| Eleitorado/Participação | Eleitorado/Participação | 1 660 | 57,29 / 100,00  |

#### Gondizalves
| Candidato               | Candidato               | Votos | %               |
| ----------------------- | ----------------------- | ----- | --------------- |
|                         | Aníbal Cavaco Silva     | 378   | 55,26 / 100,00  |
|                         | Manuel Alegre           | 133   | 19,44 / 100,00  |
|                         | Fernando Nobre          | 92    | 13,45 / 100,00  |
|                         | Francisco Lopes         | 37    | 5,41 / 100,00   |
|                         | José Manuel Coelho      | 29    | 4,24 / 100,00   |
|                         | Defensor Moura          | 15    | 2,19 / 100,00   |
| Votos Inválidos         | Votos Inválidos         | 45    | 6,18 / 100,00   |
| Total                   | Total                   | 729   | 100,00 / 100,00 |
| Eleitorado/Participação | Eleitorado/Participação | 1 216 | 59,95 / 100,00  |

#### Gualtar
| Candidato               | Candidato               | Votos | %               |
| ----------------------- | ----------------------- | ----- | --------------- |
|                         | Aníbal Cavaco Silva     | 1 096 | 51,24 / 100,00  |
|                         | Manuel Alegre           | 483   | 22,58 / 100,00  |
|                         | Fernando Nobre          | 331   | 15,47 / 100,00  |
|                         | Francisco Lopes         | 116   | 5,42 / 100,00   |
|                         | José Manuel Coelho      | 78    | 3,65 / 100,00   |
|                         | Defensor Moura          | 35    | 1,64 / 100,00   |
| Votos Inválidos         | Votos Inválidos         | 177   | 7,64 / 100,00   |
| Total                   | Total                   | 2 316 | 100,00 / 100,00 |
| Eleitorado/Participação | Eleitorado/Participação | 4 056 | 57,10 / 100,00  |

#### Guisande
| Candidato               | Candidato               | Votos | %               |
| ----------------------- | ----------------------- | ----- | --------------- |
|                         | Aníbal Cavaco Silva     | 184   | 71,60 / 100,00  |
|                         | Manuel Alegre           | 31    | 12,06 / 100,00  |
|                         | Fernando Nobre          | 17    | 6,61 / 100,00   |
|                         | José Manuel Coelho      | 16    | 6,23 / 100,00   |
|                         | Francisco Lopes         | 8     | 3,11 / 100,00   |
|                         | Defensor Moura          | 1     | 0,39 / 100,00   |
| Votos Inválidos         | Votos Inválidos         | 13    | 4,81 / 100,00   |
| Total                   | Total                   | 270   | 100,00 / 100,00 |
| Eleitorado/Participação | Eleitorado/Participação | 415   | 65,06 / 100,00  |

#### Lamaçães
| Candidato               | Candidato               | Votos | %               |
| ----------------------- | ----------------------- | ----- | --------------- |
|                         | Aníbal Cavaco Silva     | 676   | 47,91 / 100,00  |
|                         | Fernando Nobre          | 317   | 22,47 / 100,00  |
|                         | Manuel Alegre           | 270   | 19,14 / 100,00  |
|                         | José Manuel Coelho      | 66    | 4,68 / 100,00   |
|                         | Francisco Lopes         | 56    | 3,97 / 100,00   |
|                         | Defensor Moura          | 26    | 1,84 / 100,00   |
| Votos Inválidos         | Votos Inválidos         | 122   | 7,96 / 100,00   |
| Total                   | Total                   | 1 533 | 100,00 / 100,00 |
| Eleitorado/Participação | Eleitorado/Participação | 2 721 | 56,34 / 100,00  |

#### Lamas
| Candidato               | Candidato               | Votos | %               |
| ----------------------- | ----------------------- | ----- | --------------- |
|                         | Aníbal Cavaco Silva     | 269   | 66,42 / 100,00  |
|                         | Manuel Alegre           | 49    | 12,10 / 100,00  |
|                         | Fernando Nobre          | 43    | 10,62 / 100,00  |
|                         | José Manuel Coelho      | 31    | 7,65 / 100,00   |
|                         | Francisco Lopes         | 9     | 2,22 / 100,00   |
|                         | Defensor Moura          | 4     | 0,99 / 100,00   |
| Votos Inválidos         | Votos Inválidos         | 22    | 5,16 / 100,00   |
| Total                   | Total                   | 427   | 100,00 / 100,00 |
| Eleitorado/Participação | Eleitorado/Participação | 618   | 69,09 / 100,00  |

#### Lomar
| Candidato               | Candidato               | Votos | %               |
| ----------------------- | ----------------------- | ----- | --------------- |
|                         | Aníbal Cavaco Silva     | 1 213 | 51,49 / 100,00  |
|                         | Manuel Alegre           | 488   | 20,71 / 100,00  |
|                         | Fernando Nobre          | 352   | 14,94 / 100,00  |
|                         | Francisco Lopes         | 159   | 6,75 / 100,00   |
|                         | José Manuel Coelho      | 109   | 4,63 / 100,00   |
|                         | Defensor Moura          | 35    | 1,49 / 100,00   |
| Votos Inválidos         | Votos Inválidos         | 145   | 5,80 / 100,00   |
| Total                   | Total                   | 2 501 | 100,00 / 100,00 |
| Eleitorado/Participação | Eleitorado/Participação | 4 706 | 53,14 / 100,00  |

#### Merelim São Paio
| Candidato               | Candidato               | Votos | %               |
| ----------------------- | ----------------------- | ----- | --------------- |
|                         | Aníbal Cavaco Silva     | 506   | 43,81 / 100,00  |
|                         | Manuel Alegre           | 249   | 21,56 / 100,00  |
|                         | Fernando Nobre          | 182   | 15,76 / 100,00  |
|                         | Francisco Lopes         | 154   | 13,33 / 100,00  |
|                         | José Manuel Coelho      | 48    | 4,16 / 100,00   |
|                         | Defensor Moura          | 16    | 1,39 / 100,00   |
| Votos Inválidos         | Votos Inválidos         | 63    | 5,17 / 100,00   |
| Total                   | Total                   | 1 218 | 100,00 / 100,00 |
| Eleitorado/Participação | Eleitorado/Participação | 2 252 | 54,09 / 100,00  |

#### Merelim São Pedro
| Candidato               | Candidato               | Votos | %               |
| ----------------------- | ----------------------- | ----- | --------------- |
|                         | Aníbal Cavaco Silva     | 526   | 54,00 / 100,00  |
|                         | Manuel Alegre           | 160   | 16,43 / 100,00  |
|                         | Fernando Nobre          | 160   | 16,43 / 100,00  |
|                         | José Manuel Coelho      | 57    | 5,85 / 100,00   |
|                         | Francisco Lopes         | 47    | 4,83 / 100,00   |
|                         | Defensor Moura          | 24    | 2,46 / 100,00   |
| Votos Inválidos         | Votos Inválidos         | 69    | 6,62 / 100,00   |
| Total                   | Total                   | 1 043 | 100,00 / 100,00 |
| Eleitorado/Participação | Eleitorado/Participação | 1 738 | 60,01 / 100,00  |

#### Mire de Tibães
| Candidato               | Candidato               | Votos | %               |
| ----------------------- | ----------------------- | ----- | --------------- |
|                         | Aníbal Cavaco Silva     | 601   | 50,80 / 100,00  |
|                         | Manuel Alegre           | 259   | 21,89 / 100,00  |
|                         | Fernando Nobre          | 182   | 15,38 / 100,00  |
|                         | Francisco Lopes         | 74    | 6,26 / 100,00   |
|                         | José Manuel Coelho      | 50    | 4,23 / 100,00   |
|                         | Defensor Moura          | 17    | 1,44 / 100,00   |
| Votos Inválidos         | Votos Inválidos         | 57    | 4,60 / 100,00   |
| Total                   | Total                   | 1 240 | 100,00 / 100,00 |
| Eleitorado/Participação | Eleitorado/Participação | 2 219 | 55,88 / 100,00  |

#### Morreira
| Candidato               | Candidato               | Votos | %               |
| ----------------------- | ----------------------- | ----- | --------------- |
|                         | Aníbal Cavaco Silva     | 277   | 69,08 / 100,00  |
|                         | Manuel Alegre           | 60    | 14,96 / 100,00  |
|                         | Fernando Nobre          | 27    | 6,73 / 100,00   |
|                         | José Manuel Coelho      | 21    | 5,24 / 100,00   |
|                         | Francisco Lopes         | 11    | 2,74 / 100,00   |
|                         | Defensor Moura          | 5     | 1,25 / 100,00   |
| Votos Inválidos         | Votos Inválidos         | 28    | 6,52 / 100,00   |
| Total                   | Total                   | 429   | 100,00 / 100,00 |
| Eleitorado/Participação | Eleitorado/Participação | 748   | 57,35 / 100,00  |

#### Navarra
| Candidato               | Candidato               | Votos | %               |
| ----------------------- | ----------------------- | ----- | --------------- |
|                         | Aníbal Cavaco Silva     | 123   | 56,16 / 100,00  |
|                         | Manuel Alegre           | 34    | 15,53 / 100,00  |
|                         | Fernando Nobre          | 31    | 14,16 / 100,00  |
|                         | José Manuel Coelho      | 15    | 6,85 / 100,00   |
|                         | Francisco Lopes         | 11    | 5,02 / 100,00   |
|                         | Defensor Moura          | 5     | 2,28 / 100,00   |
| Votos Inválidos         | Votos Inválidos         | 22    | 9,13 / 100,00   |
| Total                   | Total                   | 241   | 100,00 / 100,00 |
| Eleitorado/Participação | Eleitorado/Participação | 456   | 52,85 / 100,00  |

#### Nogueira
| Candidato               | Candidato               | Votos | %               |
| ----------------------- | ----------------------- | ----- | --------------- |
|                         | Aníbal Cavaco Silva     | 1 380 | 49,30 / 100,00  |
|                         | Manuel Alegre           | 572   | 20,44 / 100,00  |
|                         | Fernando Nobre          | 500   | 17,86 / 100,00  |
|                         | Francisco Lopes         | 175   | 6,25 / 100,00   |
|                         | José Manuel Coelho      | 115   | 4,11 / 100,00   |
|                         | Defensor Moura          | 57    | 2,04 / 100,00   |
| Votos Inválidos         | Votos Inválidos         | 291   | 9,42 / 100,00   |
| Total                   | Total                   | 3 090 | 100,00 / 100,00 |
| Eleitorado/Participação | Eleitorado/Participação | 5 348 | 57,78 / 100,00  |

#### Nogueiró
| Candidato               | Candidato               | Votos | %               |
| ----------------------- | ----------------------- | ----- | --------------- |
|                         | Aníbal Cavaco Silva     | 619   | 50,20 / 100,00  |
|                         | Fernando Nobre          | 270   | 21,90 / 100,00  |
|                         | Manuel Alegre           | 223   | 18,09 / 100,00  |
|                         | Francisco Lopes         | 53    | 4,30 / 100,00   |
|                         | José Manuel Coelho      | 46    | 3,73 / 100,00   |
|                         | Defensor Moura          | 22    | 1,78 / 100,00   |
| Votos Inválidos         | Votos Inválidos         | 113   | 8,39 / 100,00   |
| Total                   | Total                   | 1 346 | 100,00 / 100,00 |
| Eleitorado/Participação | Eleitorado/Participação | 2 318 | 58,07 / 100,00  |

#### Oliveira São Pedro
| Candidato               | Candidato               | Votos | %               |
| ----------------------- | ----------------------- | ----- | --------------- |
|                         | Aníbal Cavaco Silva     | 154   | 54,23 / 100,00  |
|                         | Manuel Alegre           | 44    | 15,49 / 100,00  |
|                         | Fernando Nobre          | 42    | 14,79 / 100,00  |
|                         | José Manuel Coelho      | 24    | 8,45 / 100,00   |
|                         | Francisco Lopes         | 14    | 4,93 / 100,00   |
|                         | Defensor Moura          | 6     | 2,11 / 100,00   |
| Votos Inválidos         | Votos Inválidos         | 22    | 7,19 / 100,00   |
| Total                   | Total                   | 306   | 100,00 / 100,00 |
| Eleitorado/Participação | Eleitorado/Participação | 497   | 61,57 / 100,00  |

#### Padim de Graça
| Candidato               | Candidato               | Votos | %               |
| ----------------------- | ----------------------- | ----- | --------------- |
|                         | Aníbal Cavaco Silva     | 512   | 59,74 / 100,00  |
|                         | Manuel Alegre           | 180   | 21,00 / 100,00  |
|                         | Fernando Nobre          | 72    | 8,40 / 100,00   |
|                         | Francisco Lopes         | 43    | 5,02 / 100,00   |
|                         | José Manuel Coelho      | 37    | 4,32 / 100,00   |
|                         | Defensor Moura          | 13    | 1,52 / 100,00   |
| Votos Inválidos         | Votos Inválidos         | 44    | 4,88 / 100,00   |
| Total                   | Total                   | 901   | 100,00 / 100,00 |
| Eleitorado/Participação | Eleitorado/Participação | 1 499 | 60,11 / 100,00  |

#### Palmeira
| Candidato               | Candidato               | Votos | %               |
| ----------------------- | ----------------------- | ----- | --------------- |
|                         | Aníbal Cavaco Silva     | 1 261 | 52,41 / 100,00  |
|                         | Manuel Alegre           | 472   | 19,62 / 100,00  |
|                         | Fernando Nobre          | 419   | 17,41 / 100,00  |
|                         | José Manuel Coelho      | 107   | 4,45 / 100,00   |
|                         | Francisco Lopes         | 105   | 4,36 / 100,00   |
|                         | Defensor Moura          | 42    | 1,75 / 100,00   |
| Votos Inválidos         | Votos Inválidos         | 190   | 7,32 / 100,00   |
| Total                   | Total                   | 2 596 | 100,00 / 100,00 |
| Eleitorado/Participação | Eleitorado/Participação | 4 899 | 52,99 / 100,00  |

#### Panóias
| Candidato               | Candidato               | Votos | %               |
| ----------------------- | ----------------------- | ----- | --------------- |
|                         | Aníbal Cavaco Silva     | 300   | 44,84 / 100,00  |
|                         | Manuel Alegre           | 137   | 20,48 / 100,00  |
|                         | Fernando Nobre          | 111   | 16,59 / 100,00  |
|                         | Francisco Lopes         | 61    | 9,12 / 100,00   |
|                         | José Manuel Coelho      | 51    | 7,62 / 100,00   |
|                         | Defensor Moura          | 9     | 1,35 / 100,00   |
| Votos Inválidos         | Votos Inválidos         | 26    | 3,74 / 100,00   |
| Total                   | Total                   | 695   | 100,00 / 100,00 |
| Eleitorado/Participação | Eleitorado/Participação | 1 187 | 58,55 / 100,00  |

#### Parada de Tibães
| Candidato               | Candidato               | Votos | %               |
| ----------------------- | ----------------------- | ----- | --------------- |
|                         | Aníbal Cavaco Silva     | 232   | 50,11 / 100,00  |
|                         | Manuel Alegre           | 115   | 24,84 / 100,00  |
|                         | Fernando Nobre          | 80    | 17,28 / 100,00  |
|                         | Francisco Lopes         | 15    | 3,24 / 100,00   |
|                         | José Manuel Coelho      | 15    | 3,24 / 100,00   |
|                         | Defensor Moura          | 6     | 1,30 / 100,00   |
| Votos Inválidos         | Votos Inválidos         | 28    | 5,70 / 100,00   |
| Total                   | Total                   | 491   | 100,00 / 100,00 |
| Eleitorado/Participação | Eleitorado/Participação | 809   | 60,69 / 100,00  |

#### Passos São Julião
| Candidato               | Candidato               | Votos | %               |
| ----------------------- | ----------------------- | ----- | --------------- |
|                         | Aníbal Cavaco Silva     | 250   | 70,22 / 100,00  |
|                         | Manuel Alegre           | 43    | 12,08 / 100,00  |
|                         | Fernando Nobre          | 37    | 10,39 / 100,00  |
|                         | Francisco Lopes         | 12    | 3,37 / 100,00   |
|                         | José Manuel Coelho      | 8     | 2,25 / 100,00   |
|                         | Defensor Moura          | 6     | 1,69 / 100,00   |
| Votos Inválidos         | Votos Inválidos         | 31    | 8,01 / 100,00   |
| Total                   | Total                   | 387   | 100,00 / 100,00 |
| Eleitorado/Participação | Eleitorado/Participação | 645   | 60,00 / 100,00  |

#### Pedralva
| Candidato               | Candidato               | Votos | %               |
| ----------------------- | ----------------------- | ----- | --------------- |
|                         | Aníbal Cavaco Silva     | 325   | 64,10 / 100,00  |
|                         | Manuel Alegre           | 87    | 17,16 / 100,00  |
|                         | Fernando Nobre          | 49    | 9,66 / 100,00   |
|                         | Francisco Lopes         | 21    | 4,14 / 100,00   |
|                         | José Manuel Coelho      | 17    | 3,35 / 100,00   |
|                         | Defensor Moura          | 8     | 1,58 / 100,00   |
| Votos Inválidos         | Votos Inválidos         | 23    | 4,34 / 100,00   |
| Total                   | Total                   | 530   | 100,00 / 100,00 |
| Eleitorado/Participação | Eleitorado/Participação | 1 157 | 45,81 / 100,00  |

#### Penso Santo Estêvão
| Candidato               | Candidato               | Votos | %               |
| ----------------------- | ----------------------- | ----- | --------------- |
|                         | Aníbal Cavaco Silva     | 161   | 70,61 / 100,00  |
|                         | Manuel Alegre           | 27    | 11,84 / 100,00  |
|                         | Fernando Nobre          | 22    | 9,65 / 100,00   |
|                         | José Manuel Coelho      | 9     | 3,95 / 100,00   |
|                         | Francisco Lopes         | 5     | 2,19 / 100,00   |
|                         | Defensor Moura          | 4     | 1,75 / 100,00   |
| Votos Inválidos         | Votos Inválidos         | 6     | 2,57 / 100,00   |
| Total                   | Total                   | 234   | 100,00 / 100,00 |
| Eleitorado/Participação | Eleitorado/Participação | 406   | 57,64 / 100,00  |

#### Penso São Vicente
| Candidato               | Candidato               | Votos | %               |
| ----------------------- | ----------------------- | ----- | --------------- |
|                         | Aníbal Cavaco Silva     | 144   | 63,16 / 100,00  |
|                         | Manuel Alegre           | 45    | 19,74 / 100,00  |
|                         | Fernando Nobre          | 21    | 9,21 / 100,00   |
|                         | José Manuel Coelho      | 16    | 7,02 / 100,00   |
|                         | Francisco Lopes         | 2     | 0,88 / 100,00   |
|                         | Defensor Moura          | 0     | 0,00 / 100,00   |
| Votos Inválidos         | Votos Inválidos         | 8     | 3,39 / 100,00   |
| Total                   | Total                   | 236   | 100,00 / 100,00 |
| Eleitorado/Participação | Eleitorado/Participação | 334   | 70,66 / 100,00  |

#### Pousada
| Candidato               | Candidato               | Votos | %               |
| ----------------------- | ----------------------- | ----- | --------------- |
|                         | Aníbal Cavaco Silva     | 164   | 65,60 / 100,00  |
|                         | Manuel Alegre           | 47    | 18,80 / 100,00  |
|                         | Fernando Nobre          | 25    | 10,00 / 100,00  |
|                         | José Manuel Coelho      | 6     | 2,40 / 100,00   |
|                         | Francisco Lopes         | 5     | 2,00 / 100,00   |
|                         | Defensor Moura          | 3     | 1,20 / 100,00   |
| Votos Inválidos         | Votos Inválidos         | 12    | 4,59 / 100,00   |
| Total                   | Total                   | 262   | 100,00 / 100,00 |
| Eleitorado/Participação | Eleitorado/Participação | 444   | 59,01 / 100,00  |

#### Priscos
| Candidato               | Candidato               | Votos | %               |
| ----------------------- | ----------------------- | ----- | --------------- |
|                         | Aníbal Cavaco Silva     | 429   | 66,00 / 100,00  |
|                         | Fernando Nobre          | 91    | 14,00 / 100,00  |
|                         | Manuel Alegre           | 75    | 11,54 / 100,00  |
|                         | José Manuel Coelho      | 26    | 4,00 / 100,00   |
|                         | Francisco Lopes         | 21    | 3,23 / 100,00   |
|                         | Defensor Moura          | 8     | 1,23 / 100,00   |
| Votos Inválidos         | Votos Inválidos         | 26    | 3,84 / 100,00   |
| Total                   | Total                   | 676   | 100,00 / 100,00 |
| Eleitorado/Participação | Eleitorado/Participação | 1 211 | 55,82 / 100,00  |

#### Real
| Candidato               | Candidato               | Votos | %               |
| ----------------------- | ----------------------- | ----- | --------------- |
|                         | Aníbal Cavaco Silva     | 1 118 | 43,42 / 100,00  |
|                         | Manuel Alegre           | 545   | 21,17 / 100,00  |
|                         | Fernando Nobre          | 514   | 19,96 / 100,00  |
|                         | Francisco Lopes         | 208   | 8,08 / 100,00   |
|                         | José Manuel Coelho      | 134   | 5,20 / 100,00   |
|                         | Defensor Moura          | 56    | 2,17 / 100,00   |
| Votos Inválidos         | Votos Inválidos         | 231   | 8,23 / 100,00   |
| Total                   | Total                   | 2 806 | 100,00 / 100,00 |
| Eleitorado/Participação | Eleitorado/Participação | 5 304 | 52,90 / 100,00  |

#### Ruilhe
| Candidato               | Candidato               | Votos | %               |
| ----------------------- | ----------------------- | ----- | --------------- |
|                         | Aníbal Cavaco Silva     | 344   | 55,66 / 100,00  |
|                         | Fernando Nobre          | 88    | 14,24 / 100,00  |
|                         | Manuel Alegre           | 86    | 13,92 / 100,00  |
|                         | Francisco Lopes         | 45    | 7,28 / 100,00   |
|                         | José Manuel Coelho      | 38    | 6,15 / 100,00   |
|                         | Defensor Moura          | 17    | 2,75 / 100,00   |
| Votos Inválidos         | Votos Inválidos         | 41    | 6,22 / 100,00   |
| Total                   | Total                   | 659   | 100,00 / 100,00 |
| Eleitorado/Participação | Eleitorado/Participação | 1 101 | 59,85 / 100,00  |

#### Santa Lucrécia de Algeriz
| Candidato               | Candidato               | Votos | %               |
| ----------------------- | ----------------------- | ----- | --------------- |
|                         | Aníbal Cavaco Silva     | 141   | 52,61 / 100,00  |
|                         | Manuel Alegre           | 62    | 23,13 / 100,00  |
|                         | Fernando Nobre          | 35    | 13,06 / 100,00  |
|                         | José Manuel Coelho      | 17    | 6,34 / 100,00   |
|                         | Francisco Lopes         | 9     | 3,36 / 100,00   |
|                         | Defensor Moura          | 4     | 1,49 / 100,00   |
| Votos Inválidos         | Votos Inválidos         | 10    | 3,60 / 100,00   |
| Total                   | Total                   | 278   | 100,00 / 100,00 |
| Eleitorado/Participação | Eleitorado/Participação | 472   | 58,90 / 100,00  |

#### Semelhe
| Candidato               | Candidato               | Votos | %               |
| ----------------------- | ----------------------- | ----- | --------------- |
|                         | Aníbal Cavaco Silva     | 254   | 56,95 / 100,00  |
|                         | Manuel Alegre           | 85    | 19,06 / 100,00  |
|                         | Fernando Nobre          | 57    | 12,78 / 100,00  |
|                         | Francisco Lopes         | 27    | 6,05 / 100,00   |
|                         | José Manuel Coelho      | 15    | 3,36 / 100,00   |
|                         | Defensor Moura          | 8     | 1,79 / 100,00   |
| Votos Inválidos         | Votos Inválidos         | 27    | 5,71 / 100,00   |
| Total                   | Total                   | 473   | 100,00 / 100,00 |
| Eleitorado/Participação | Eleitorado/Participação | 770   | 61,43 / 100,00  |

#### Sequeira
| Candidato               | Candidato               | Votos | %               |
| ----------------------- | ----------------------- | ----- | --------------- |
|                         | Aníbal Cavaco Silva     | 582   | 58,55 / 100,00  |
|                         | Manuel Alegre           | 195   | 19,62 / 100,00  |
|                         | Fernando Nobre          | 124   | 12,47 / 100,00  |
|                         | Francisco Lopes         | 50    | 5,03 / 100,00   |
|                         | José Manuel Coelho      | 26    | 2,62 / 100,00   |
|                         | Defensor Moura          | 17    | 1,71 / 100,00   |
| Votos Inválidos         | Votos Inválidos         | 73    | 6,85 / 100,00   |
| Total                   | Total                   | 1 067 | 100,00 / 100,00 |
| Eleitorado/Participação | Eleitorado/Participação | 1 850 | 57,68 / 100,00  |

#### Sobreposta
| Candidato               | Candidato               | Votos | %               |
| ----------------------- | ----------------------- | ----- | --------------- |
|                         | Aníbal Cavaco Silva     | 447   | 75,13 / 100,00  |
|                         | Manuel Alegre           | 65    | 10,92 / 100,00  |
|                         | Fernando Nobre          | 36    | 6,05 / 100,00   |
|                         | Francisco Lopes         | 23    | 3,87 / 100,00   |
|                         | Defensor Moura          | 14    | 2,35 / 100,00   |
|                         | José Manuel Coelho      | 10    | 1,68 / 100,00   |
| Votos Inválidos         | Votos Inválidos         | 46    | 7,18 / 100,00   |
| Total                   | Total                   | 641   | 100,00 / 100,00 |
| Eleitorado/Participação | Eleitorado/Participação | 1 161 | 55,21 / 100,00  |

#### Tadim
| Candidato               | Candidato               | Votos | %               |
| ----------------------- | ----------------------- | ----- | --------------- |
|                         | Aníbal Cavaco Silva     | 300   | 56,50 / 100,00  |
|                         | Manuel Alegre           | 87    | 16,38 / 100,00  |
|                         | Fernando Nobre          | 83    | 15,63 / 100,00  |
|                         | Francisco Lopes         | 29    | 5,46 / 100,00   |
|                         | José Manuel Coelho      | 25    | 4,71 / 100,00   |
|                         | Defensor Moura          | 7     | 1,32 / 100,00   |
| Votos Inválidos         | Votos Inválidos         | 38    | 6,68 / 100,00   |
| Total                   | Total                   | 569   | 100,00 / 100,00 |
| Eleitorado/Participação | Eleitorado/Participação | 916   | 62,12 / 100,00  |

#### Tebosa
| Candidato               | Candidato               | Votos | %               |
| ----------------------- | ----------------------- | ----- | --------------- |
|                         | Aníbal Cavaco Silva     | 319   | 64,57 / 100,00  |
|                         | Manuel Alegre           | 93    | 18,83 / 100,00  |
|                         | Fernando Nobre          | 38    | 7,69 / 100,00   |
|                         | José Manuel Coelho      | 22    | 4,45 / 100,00   |
|                         | Francisco Lopes         | 14    | 2,83 / 100,00   |
|                         | Defensor Moura          | 8     | 1,62 / 100,00   |
| Votos Inválidos         | Votos Inválidos         | 33    | 6,27 / 100,00   |
| Total                   | Total                   | 527   | 100,00 / 100,00 |
| Eleitorado/Participação | Eleitorado/Participação | 949   | 55,53 / 100,00  |

#### Tenões
| Candidato               | Candidato               | Votos | %               |
| ----------------------- | ----------------------- | ----- | --------------- |
|                         | Aníbal Cavaco Silva     | 297   | 45,62 / 100,00  |
|                         | Fernando Nobre          | 134   | 20,58 / 100,00  |
|                         | Manuel Alegre           | 130   | 19,97 / 100,00  |
|                         | Francisco Lopes         | 51    | 7,83 / 100,00   |
|                         | José Manuel Coelho      | 29    | 4,45 / 100,00   |
|                         | Defensor Moura          | 10    | 1,54 / 100,00   |
| Votos Inválidos         | Votos Inválidos         | 62    | 8,69 / 100,00   |
| Total                   | Total                   | 713   | 100,00 / 100,00 |
| Eleitorado/Participação | Eleitorado/Participação | 1 150 | 62,00 / 100,00  |

#### Trandeiras
| Candidato               | Candidato               | Votos | %               |
| ----------------------- | ----------------------- | ----- | --------------- |
|                         | Aníbal Cavaco Silva     | 273   | 65,94 / 100,00  |
|                         | Fernando Nobre          | 55    | 13,29 / 100,00  |
|                         | Manuel Alegre           | 53    | 12,80 / 100,00  |
|                         | José Manuel Coelho      | 18    | 4,35 / 100,00   |
|                         | Francisco Lopes         | 8     | 1,93 / 100,00   |
|                         | Defensor Moura          | 7     | 1,69 / 100,00   |
| Votos Inválidos         | Votos Inválidos         | 29    | 6,54 / 100,00   |
| Total                   | Total                   | 443   | 100,00 / 100,00 |
| Eleitorado/Participação | Eleitorado/Participação | 654   | 67,74 / 100,00  |

#### Vilaça
| Candidato               | Candidato               | Votos | %               |
| ----------------------- | ----------------------- | ----- | --------------- |
|                         | Aníbal Cavaco Silva     | 284   | 59,79 / 100,00  |
|                         | Manuel Alegre           | 75    | 15,79 / 100,00  |
|                         | Fernando Nobre          | 73    | 15,37 / 100,00  |
|                         | Francisco Lopes         | 25    | 5,26 / 100,00   |
|                         | José Manuel Coelho      | 13    | 2,74 / 100,00   |
|                         | Defensor Moura          | 5     | 1,05 / 100,00   |
| Votos Inválidos         | Votos Inválidos         | 22    | 4,43 / 100,00   |
| Total                   | Total                   | 497   | 100,00 / 100,00 |
| Eleitorado/Participação | Eleitorado/Participação | 837   | 59,38 / 100,00  |

#### Vimieiro
| Candidato               | Candidato               | Votos | %               |
| ----------------------- | ----------------------- | ----- | --------------- |
|                         | Aníbal Cavaco Silva     | 387   | 66,27 / 100,00  |
|                         | Manuel Alegre           | 93    | 15,92 / 100,00  |
|                         | Fernando Nobre          | 41    | 7,02 / 100,00   |
|                         | José Manuel Coelho      | 37    | 6,34 / 100,00   |
|                         | Francisco Lopes         | 15    | 2,57 / 100,00   |
|                         | Defensor Moura          | 11    | 1,88 / 100,00   |
| Votos Inválidos         | Votos Inválidos         | 38    | 6,11 / 100,00   |
| Total                   | Total                   | 622   | 100,00 / 100,00 |
| Eleitorado/Participação | Eleitorado/Participação | 1 049 | 59,29 / 100,00  |